# Ralytupa denticulata
Ralytupa denticulata är en tvåvingeart som först beskrevs av Loïc Matile 1974.  Ralytupa denticulata ingår i släktet Ralytupa och familjen platthornsmyggor. Inga underarter finns listade i Catalogue of Life.